# Grotte communale
La grotte communale (en néerlandais : Gemeentegrot) ou la carrière communale (en néerlandais : Gemeentegroeve) dans la ville néerlandaise de Fauquemont, dans le Limbourg, est une carrière de calcaire où la marne était extraite jusqu'aux années 1950. Celle-ci est célèbre pour son marché de Noël. 
La marne est née d'un temps où le sud du Limbourg était une mer. Ceci explique également le grand nombre de coquillages encore présents dans cette région. Les Romains exploitaient déjà de la marne, entre autres endroits, dans la grotte communale. La grotte a été cartographiée dans les années 1960 par G. Essers.
Des œuvres d'art sous forme de dessins et sculptures ont été installées à de nombreux endroits de la carrière.
Le portail d'entrée et la chapelle (chapelle clandestine datant de la Révolution française) sont des monuments nationaux.
La carrière est reliée sous terre à la carrière du Sacré-Coeur et à la carrière de Wilhelmine.

## Histoire
Vers 1500, les casseurs de pierres de la carrière extrayaient d'abord la marne et cette extraction se poursuivit jusqu'en 1950. L'extraction du calcaire s'est déroulée sans aucun un plan au cours des premiers siècles, jusqu'à la seconde moitié du XIXe siècle, ce qui a notamment entraîné une surexploitation et des situations dangereuses.
La carrière s'appelait Carrière de Fauquemont (en néerlandais : Valkenburgergroef) jusqu'en 1892.
À partir de 1875, des visites guidées de la carrière furent organisées par le Vereeniging Het Geuldal et la carrière fut utilisée comme attraction touristique. Depuis 1986, un marché de Noël annuel s'y tient (Marché de Noël de la grotte communale).
En 1949, sept étudiants en sculpture de l'académie nationale d'Amsterdam séjournèrent dans les grottes. Sous l'œil attentif du professeur Esser, ils sculptèrent des reliefs dans la marne. L'idée de créer un « musée souterrain » est venue de l'artiste Charles Eyck. Les différents reliefs de Theresia van der Pant et René van Seumeren, entre autres, sont encore visibles.
En outre, la carrière a été utilisée comme ferme de champignons entre 1936-1949, en 1943-1944 comme usine d'armes pendant la Seconde Guerre mondiale, d'environ 1963 à 1970, il y avait une ferme de truites, entre 1966-1974, du fromage de grotte y était mûri et  entre 1968-1983, des vers de farine y ont été élevés. De plus, la carrière a servi d'abri à la population pendant la Seconde Guerre mondiale et un abri anti-atomique y a été installé  entre 1975-1993.
En 1893, la gestion de la carrière passa aux mains de la commune de Fauquemont et le nom de la carrière fut changé en Grotte communale.
Vers 2003, une sortie de secours a été aménagée vers la Plenkertstraat près du théâtre en plein air de Fauquemont.
En octobre 2019, un système de surveillance a été mis en service dans la grotte communale pour mesurer si les piliers du système de couloirs peuvent continuer à soutenir le plafond.

## Abrix
Pendant les hivers froids, les couloirs des grottes étaient très appréciés pour l’hibernation. Les couloirs maintiennent une température constante de douze degrés. Les habitants de Fauquemont aimaient utiliser cette chaleur en hiver.
Une chapelle clandestine de l'époque de la Révolution française y est installée.
Dans les derniers jours de la Seconde Guerre mondiale, en septembre 1944, la grotte, comme la grotte de velours, servait d'abri aux habitants de Fauquemont.
En 1979, un abri antiatomique est installé dans la Grotte communale. Ce bunker est construit au centre de la grotte, à environ 1 km de l'entrée. Pour accéder au bunker, il faut passer deux sas. Le refuge peut accueillir jusqu’à 15 000 personnes et peut fonctionner de manière autonome. La fin de la guerre froide signifiait également la fin de l’entretien du refuge. La cave est encore entièrement intacte et peut être visitée lors de visite guidée dédiée. La Grotte Communale est présentée comme un « refuge à travers les âges ». Outre l'abri antiatomique, on peut également visiter un abri de la Seconde Guerre mondiale et une chapelle clandestine de l'époque de la Révolution française.

## Exploitation
La grotte communale est gérée par la commune de Fauquemont-sur-Gueule et est ouverte aux touristes. Des visites guidées sont régulièrement organisées. L'entrée de la grotte est située au pied du Cauberg et au sommet de la carrière se trouvent le bâtiment du Holland Casino et le Polferbos. Un marché de Noël a lieu chaque année dans la grotte depuis 1986. Ce marché de Noël a été organisé par une première agence pendant dix-sept ans, jusqu'à son arrêt et en 2018 l'organisation a été reprise par une nouvelle entreprise,,.

## Géologie
La carrière communale a été extraite du calcaire d'Emael et du calcaire de Nekum, tous deux issus de la formation de Maestricht. Du côté sud de la carrière, les casseurs de pierres ont rencontré une faille avec résistance, le Klauwpijp, qui a rendu la poursuite de l'extraction difficile et la faille forme en grande partie la limite sud de la carrière.

## Images

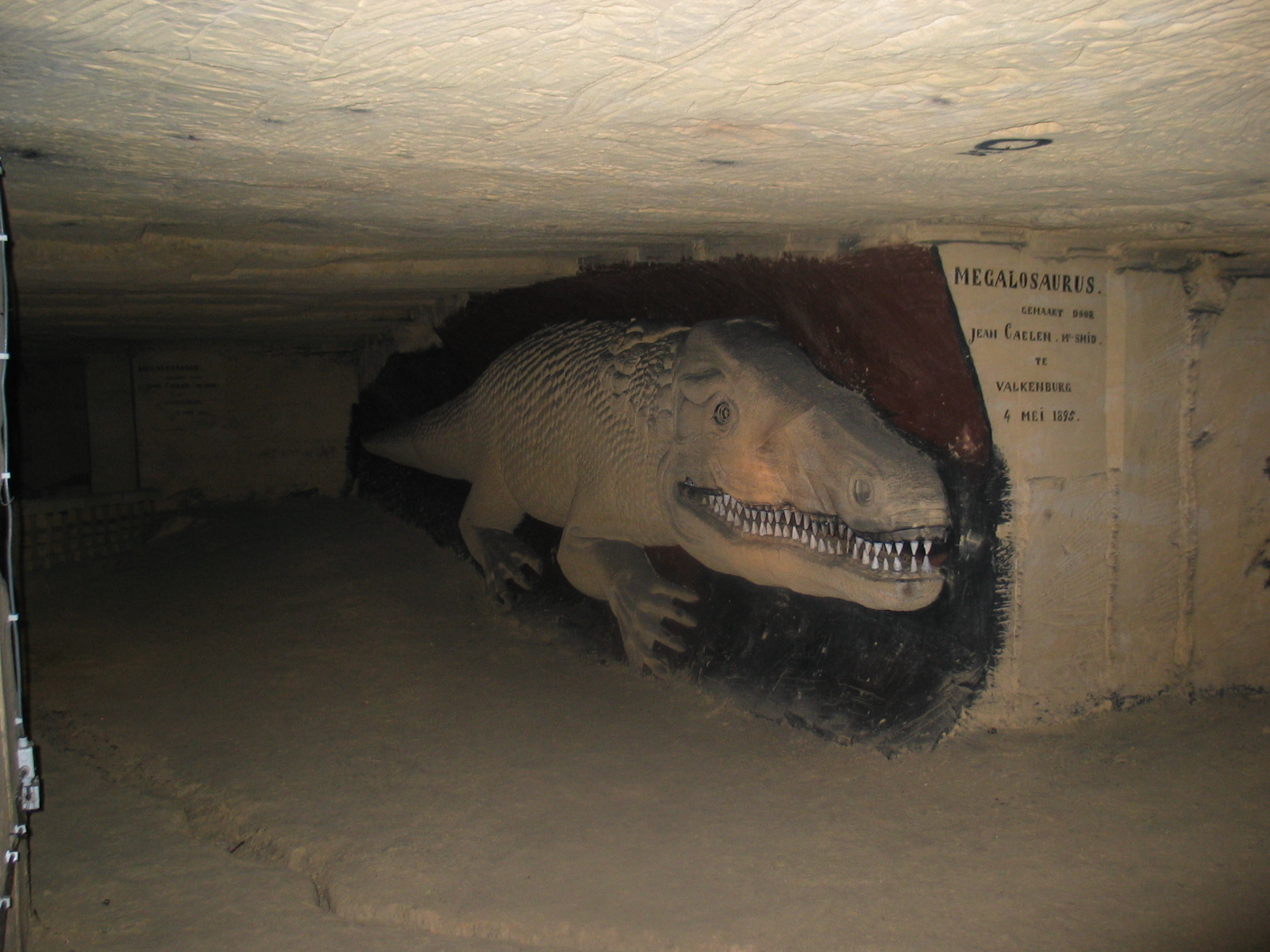
Mégalosaure dans la grotte communale de Fauquemont
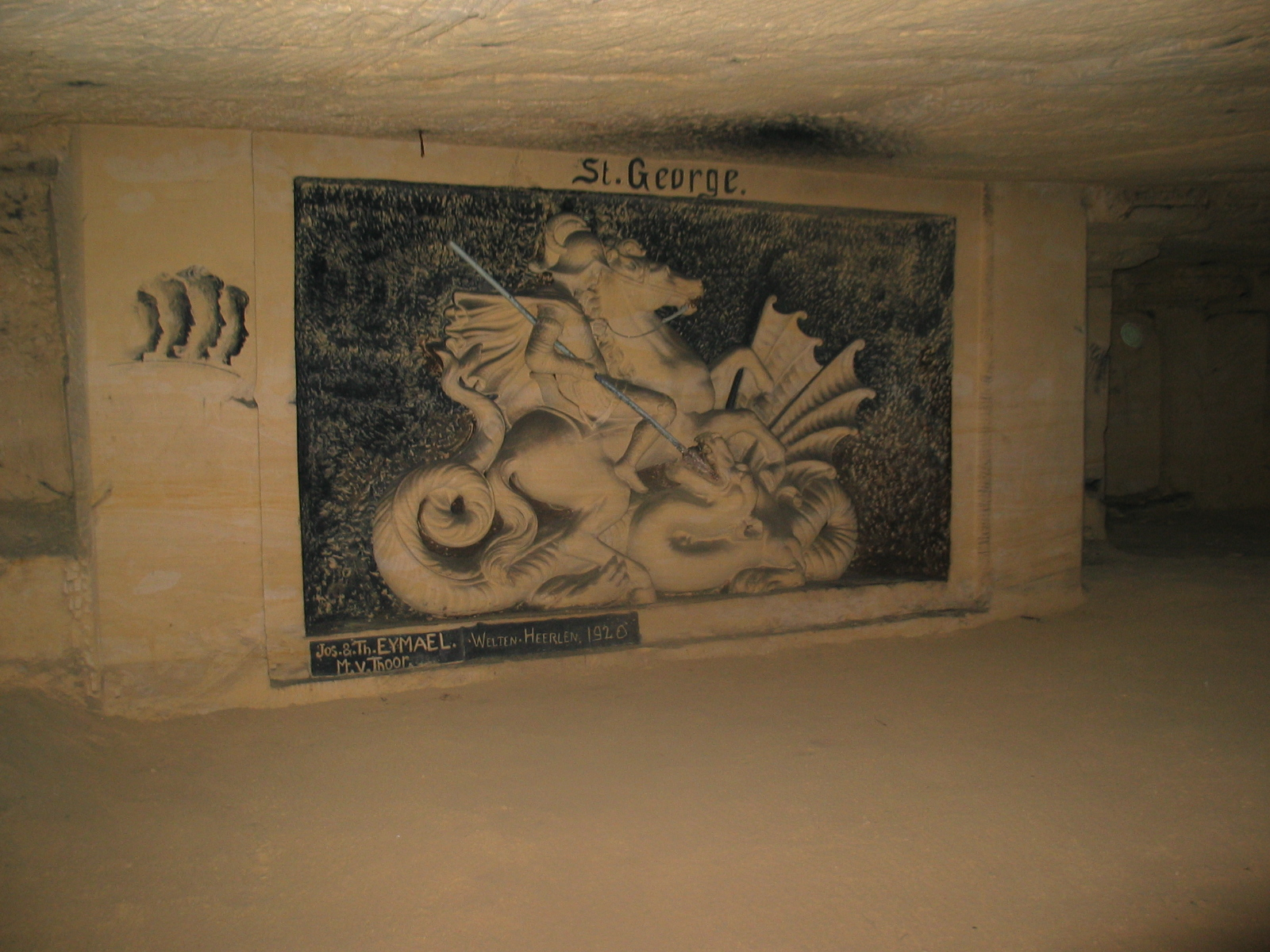
Saint-Georges dans la grotte communale
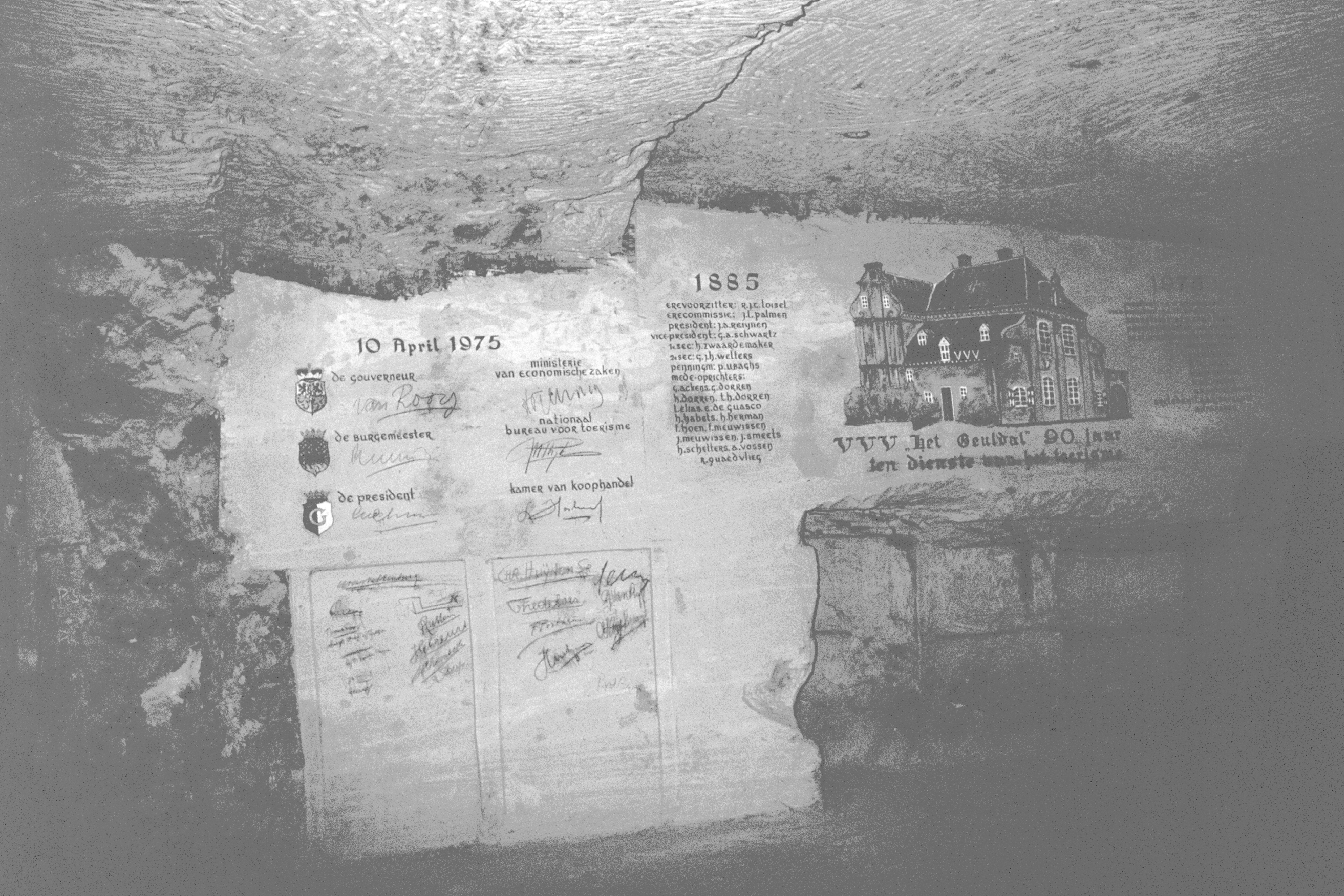
Plaque commémorative de la grotte communale
Galerie troglodytique
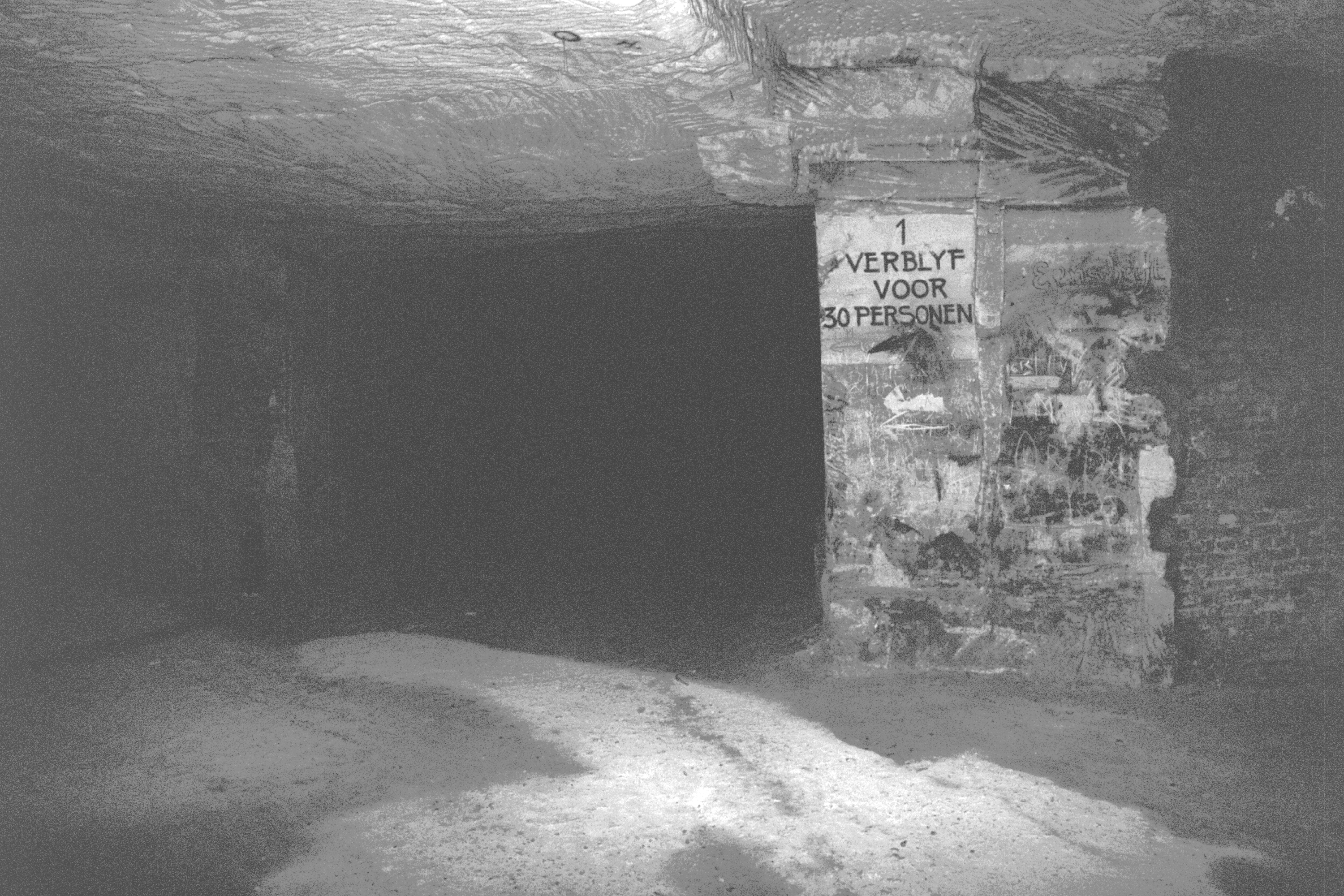
Grotte communale, abris anti-aériens de Fauquemont